# 曼丁哥战争
曼丁哥戰爭發生於1883年至1898年，是法國擴展法屬西非中的一場重要戰爭，在與薩莫里·杜爾率領的瓦蘇魯軍隊的長時間對抗後，法國成功確立了對马里，几内亚和象牙海岸的統治。